# 뉴질랜드의 재외공관 목록

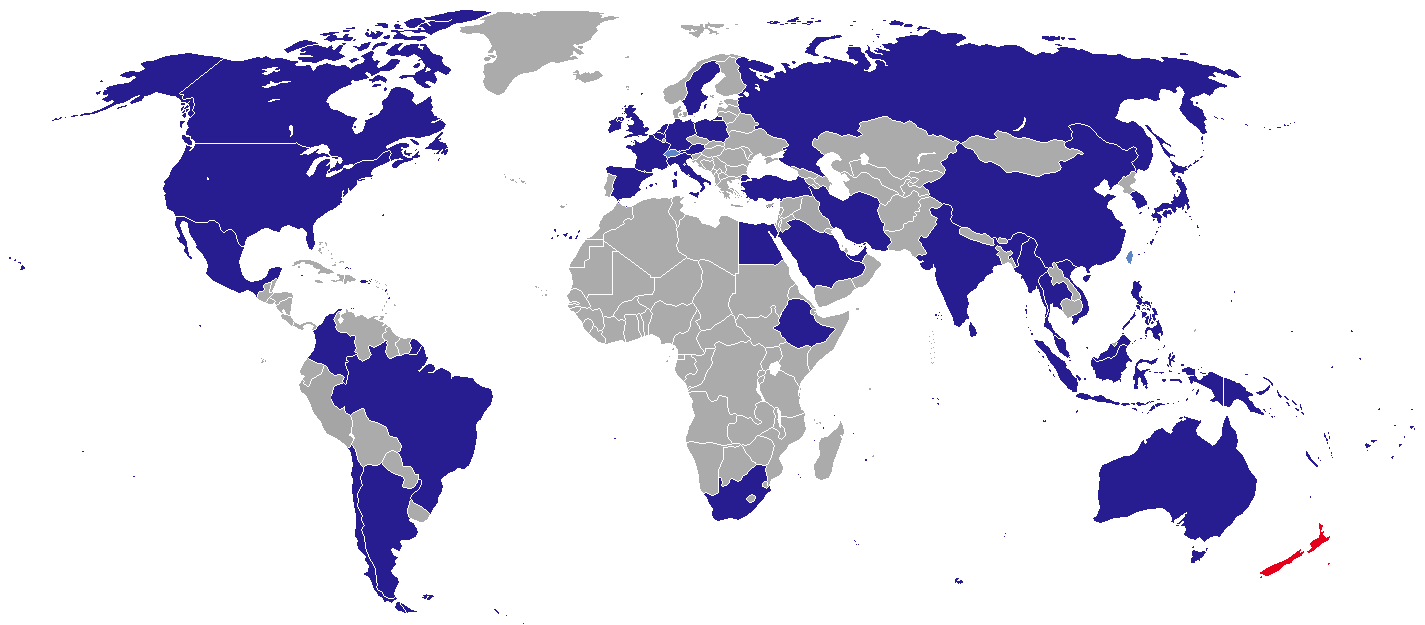
뉴질랜드의 재외공관

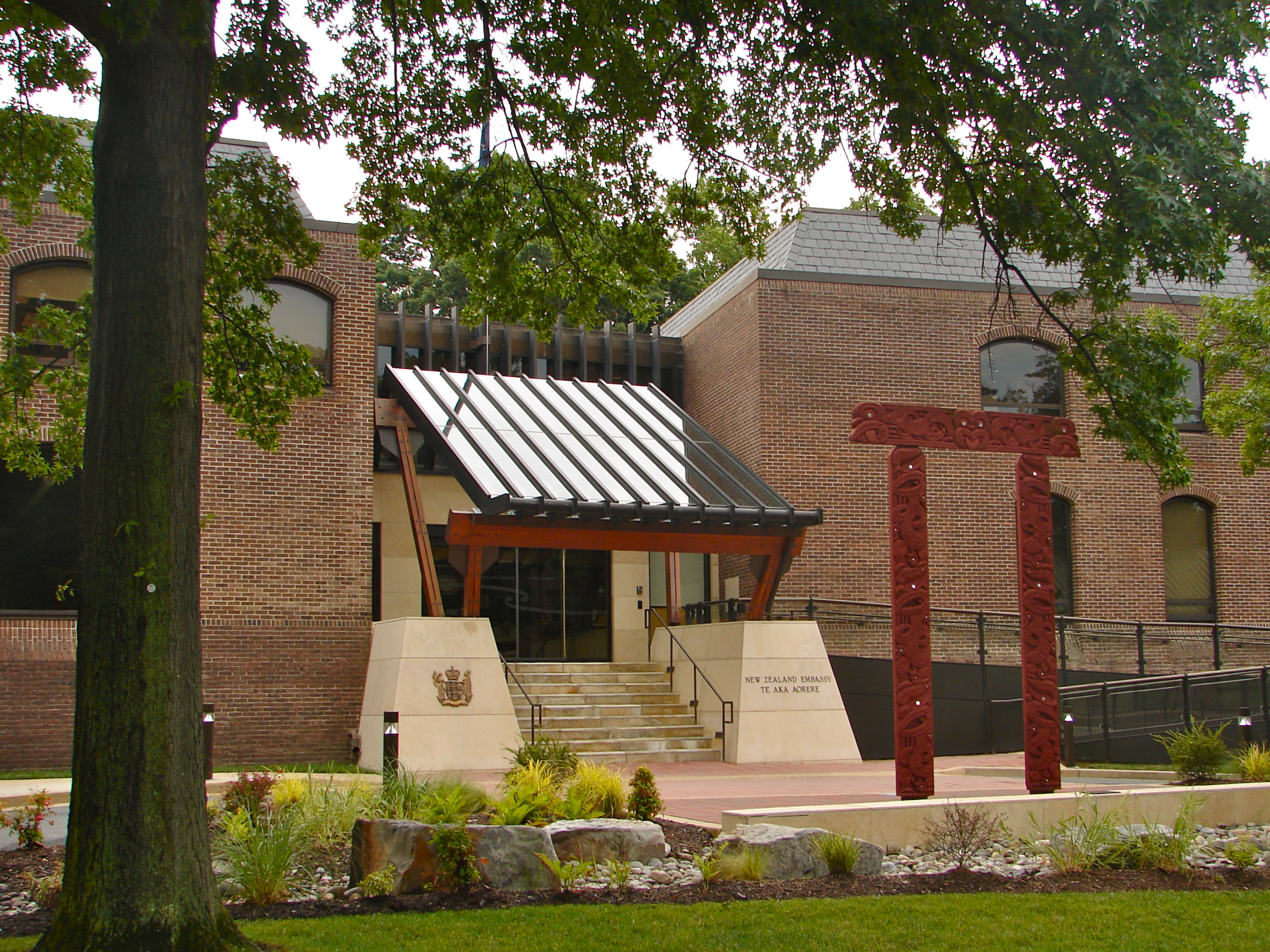
워싱턴 D.C. 주재 뉴질랜드 대사관

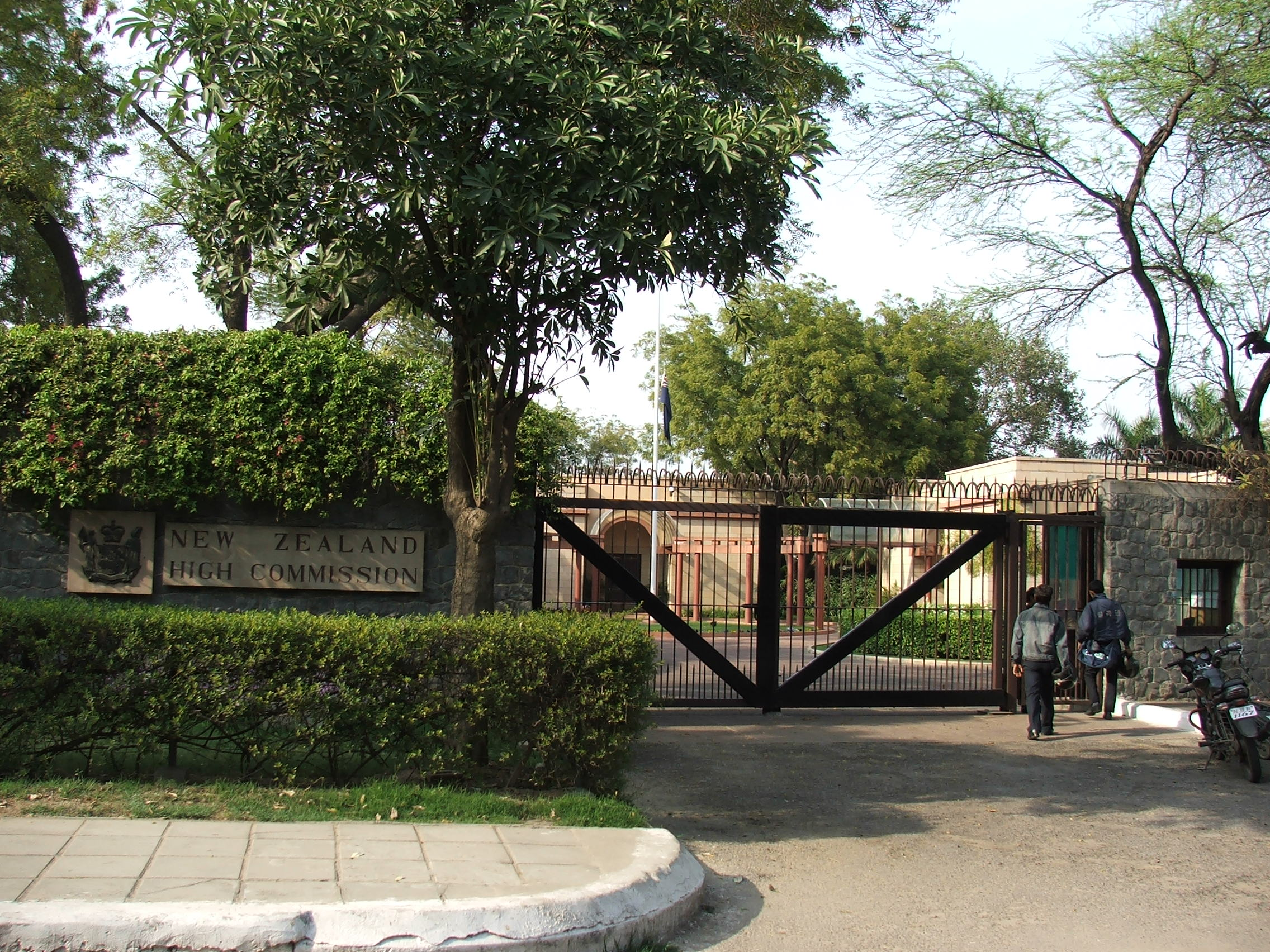
뉴델리 주재 뉴질랜드 고등판무관 사무소

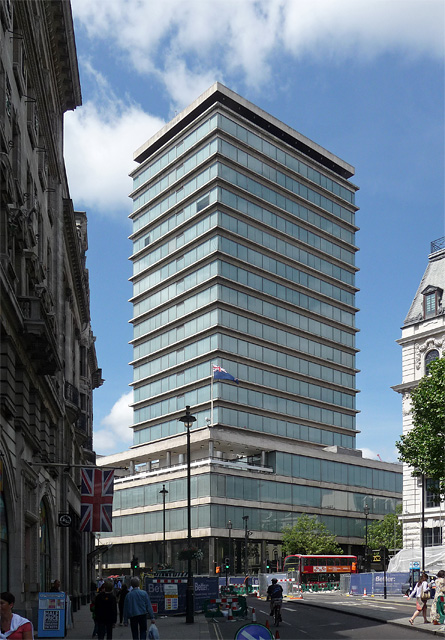
런던 주재 뉴질랜드 고등판무관 사무소

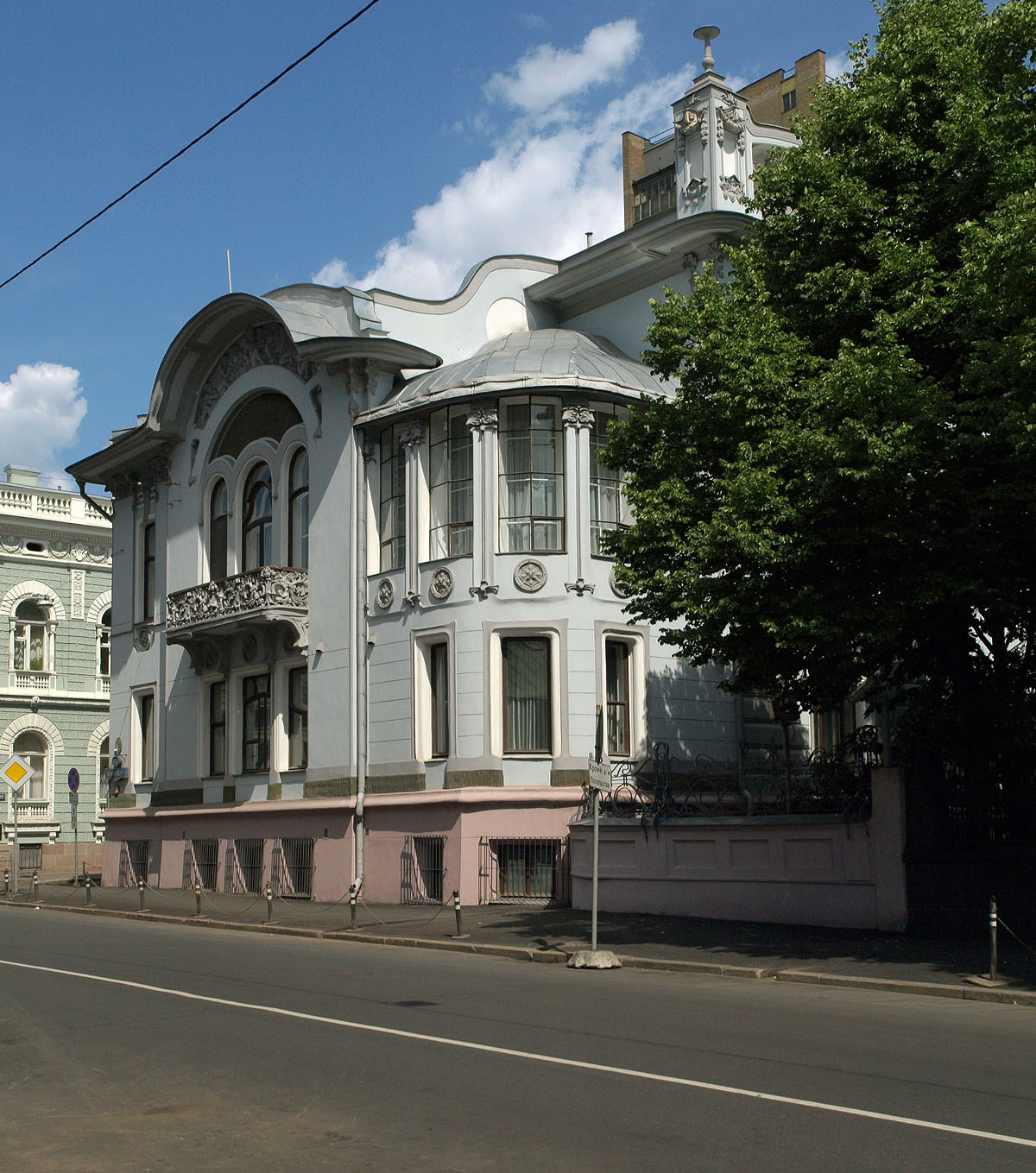
모스크바 주재 뉴질랜드 대사관

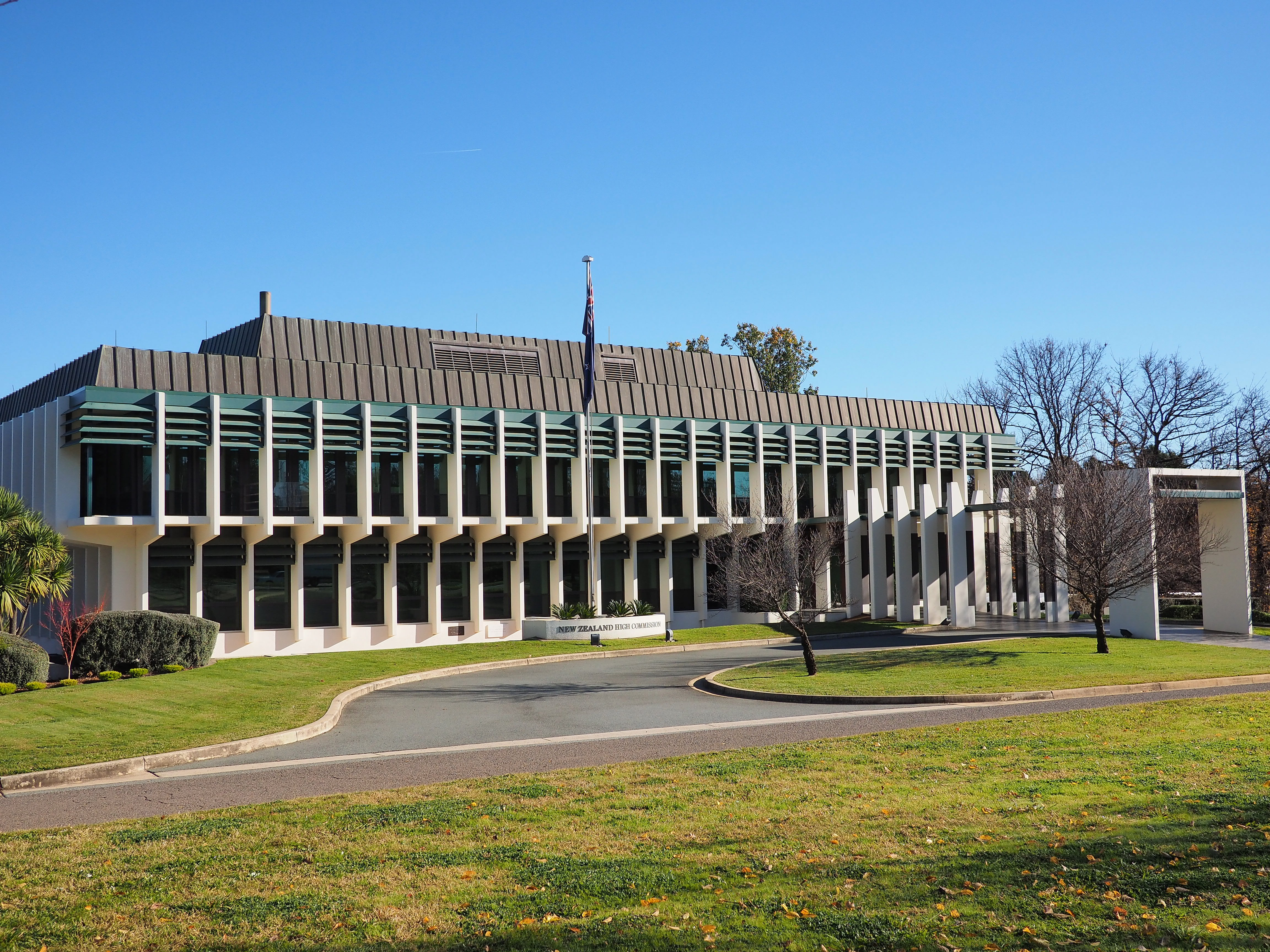
캔버라 주재 뉴질랜드 고등판무관 사무소

뉴질랜드의 재외공관 목록은 뉴질랜드 주재 대사관과 고등판무관 사무소를 각국에 상주시켜 놓는 것을 의미하며 뉴질랜드의 재외공관을 나열한 목록이다.

## 아프리카
- 이집트: 카이로(대사관)
- 에티오피아: 아디스아바바(대사관)
- 남아프리카 공화국: 프리토리아(고등판무관 사무소)

## 아메리카
- 아르헨티나: 부에노스아이레스(대사관)
- 바베이도스: 브리지타운(고등판무관 사무소)
- 브라질: 브라질리아(대사관), 상파울루(총영사관)
- 캐나다: 오타와(고등판무관 사무소), 밴쿠버(총영사관)
- 칠레: 산티아고(대사관)
- 콜롬비아: 보고타(대사관)
- 멕시코: 멕시코시티(대사관)
- 미국: 워싱턴 D.C.(대사관), 로스앤젤레스(총영사관), 뉴욕(총영사관), 호놀룰루(총영사관)

## 아시아
- 중화인민공화국: 베이징시(대사관), 청두시(총영사관), 광저우시(총영사관), 홍콩(총영사관), 상하이시(총영사관)
- 인도: 뉴델리(고등판무관 사무소), 뭄바이(총영사관)
- 방글라데시: 다카(영사부)
- 인도네시아: 자카르타(대사관)
- 이란: 테헤란(대사관)
- 이라크: 바그다드(대사관)
- 일본: 도쿄도(대사관)
- 대한민국: 서울특별시(대사관)
- 말레이시아: 쿠알라룸푸르(고등판무관 사무소)
- 미얀마: 양곤(대사관)
- 필리핀: 마닐라(대사관)
- 사우디아라비아: 리야드(대사관)
- 싱가포르: 싱가포르(고등판무관 사무소)
- 대만: 타이베이시(뉴질랜드 무역·산업 대표부)
- 태국: 방콕(대사관)
- 동티모르: 딜리(대사관)
- 튀르키예: 앙카라(대사관)
- 아랍에미리트: 아부다비(대사관), 두바이(총영사관)
- 베트남: 하노이(대사관), 호찌민시(총영사관)

## 유럽
- 오스트리아: 빈(대사관)
- 벨기에: 브뤼셀(대사관)
- 프랑스: 파리(대사관), 누메아(총영사관)
- 독일: 베를린(대사관), 함부르크(총영사관)
- 이탈리아: 로마(대사관), 밀라노(총영사관)
- 네덜란드: 헤이그(대사관)
- 폴란드: 바르샤바(대사관)
- 러시아: 모스크바(대사관)
- 스페인: 마드리드(대사관)
- 스웨덴: 스톡홀름(대사관)
- 스위스: 제네바(총영사관)
- 영국: 런던(고등판무관 사무소)
- 아일랜드: 더블린(대사관)

## 오세아니아
- 오스트레일리아: 캔버라(고등판무관 사무소), 멜버른(총영사관), 시드니(총영사관), 퍼스(명예 영사관)
- 쿡 제도: 라로통가섬(고등판무관 사무소)
- 피지: 수바(고등판무관 사무소)
- 키리바시: 사우스타라와(고등판무관 사무소)
- 니우에: 알로피(고등판무관 사무소)
- 파푸아뉴기니: 포트모르즈비(고등판무관 사무소)
- 사모아: 아피아(고등판무관 사무소)
- 솔로몬 제도: 호니아라(고등판무관 사무소)
- 통가: 누쿠알로파(고등판무관 사무소)
- 바누아투: 포트빌라(고등판무관 사무소)

## 대표부
- EU 뉴질랜드 정부 대표부: 브뤼셀
- OECD, UNESCO 뉴질랜드 정부 대표부: 파리
- UN 뉴질랜드 정부 대표부: 제네바, 뉴욕, 빈

## 같이 보기
- 뉴질랜드 주재 외국공관 목록